# Liga Nacional de hockey sobre patines 1965-66
La Liga Nacional de hockey sobre patines 1965-66 fue la 2.ª edición en formato de liga del campeonato español de hockey sobre patines. Fue organizado por la Real Federación Española de Patinaje.
Se disputó en seis grupos por sistema de liga a doble vuelta, cuatro de ellos propios de la Liga Nacional, en los que competían los mejores clasificados en los campeonatos regionales, agrupados conforme a las regiones históricas de la época. Tres de estos grupos tuvieron ocho participantes y el restante tuvo cuatro. El campeón de cada grupo se clasificaba para la Fase final.
Los dos grupos restantes continuaban siendo las dos primeras divisiones del Campeonato de Cataluña, con catorce equipos cada una, clasificándose para la Fase final los dos primeros clasificados de cada una de ellas.
La Fase final con los ocho equipos clasificados se disputó en el Pabellón de Deportes de Reus entre el 31 de marzo y el 3 de abril de 1966.

## Primera fase

### Campeonato de Cataluña de Primera División
| Pos. | Equipo                            | Pts | PJ | PG | PE | PP | GF  | GC  | DG  |
| ---- | --------------------------------- | --- | -- | -- | -- | -- | --- | --- | --- |
| 1    | CP Vilanova                       | 43  | 26 | 20 | 3  | 3  | 106 | 37  | 69  |
| 2    | Reus Deportiu                     | 42  | 26 | 19 | 4  | 3  | 110 | 48  | 62  |
| 3    | CP Voltregà                       | 41  | 26 | 20 | 1  | 5  | 124 | 52  | 72  |
| 4    | Real Club Deportivo Español       | 34  | 26 | 15 | 4  | 7  | 76  | 48  | 28  |
| 5    | Fútbol Club Barcelona             | 30  | 26 | 12 | 6  | 8  | 83  | 77  | 6   |
| 6    | Club d'Hoquei Cerdanyola          | 28  | 26 | 12 | 4  | 10 | 83  | 85  | -2  |
| 7    | Club Patín Calafell               | 23  | 26 | 11 | 1  | 14 | 80  | 83  | -3  |
| 8    | Club Natació Reus Ploms           | 23  | 26 | 10 | 3  | 13 | 55  | 87  | -32 |
| 9    | Club d'Esports Vendrell           | 21  | 26 | 7  | 7  | 12 | 55  | 70  | -15 |
| 10   | Inriva San Hipólito               | 20  | 26 | 8  | 4  | 14 | 76  | 91  | -15 |
| 11   | A.A. Noia                         | 19  | 26 | 7  | 5  | 14 | 63  | 92  | -29 |
| 12   | U.D. Coma Cros Salt               | 16  | 26 | 7  | 2  | 17 | 68  | 105 | -37 |
| 13   | Club Esportiu Laietà              | 15  | 26 | 6  | 3  | 17 | 74  | 103 | -29 |
| 14   | Club Esportiu Lleida Llista Blava | 9   | 26 | 3  | 3  | 20 | 32  | 101 | -69 |

### Campeonato de Cataluña de Segunda División
| Pos. | Equipo                | Pts | PJ | PG | PE | PP | GF | GC | DG |
| ---- | --------------------- | --- | -- | -- | -- | -- | -- | -- | -- |
| 1    | Girona Club de Hoquei |     |    |    |    |    |    |    |    |
| 2    | Club Hoquei Mataró    |     |    |    |    |    |    |    |    |
| 3    | Igualada Hoquei Club  |     |    |    |    |    |    |    |    |

## Fase final

### Grupo 1
| Pos. | Equipo                  | Pts | PJ | PG | PE | PP | GF | GC | DG |
| ---- | ----------------------- | --- | -- | -- | -- | -- | -- | -- | -- |
| 1    | CP Vilanova             |     | 3  |    |    |    |    |    |    |
| 2    | Club Hoquei Mataró      |     | 3  |    |    |    |    |    |    |
| 3    | C.D. Sniace Torrelavega |     | 3  |    |    |    |    |    |    |
| 4    | C.D. Oberena            |     | 3  |    |    |    |    |    |    |

### Grupo 2
| Pos. | Equipo                | Pts | PJ | PG | PE | PP | GF | GC | DG |
| ---- | --------------------- | --- | -- | -- | -- | -- | -- | -- | -- |
| 1    | Reus Deportiu         |     | 3  |    |    |    |    |    |    |
| 2    | Girona Club de Hoquei |     | 3  |    |    |    |    |    |    |
| 3    | Agustinos Valencia    |     | 3  |    |    |    |    |    |    |
| 4    | Club Patín Cibeles    |     | 3  |    |    |    |    |    |    |

### Partidos finales
- Final:  Reus Deportiu 3 -  CP Vilanova 0
- 3º y 4º puesto:  Girona Club de Hoquei 3 -  Club Hoquei Mataró 2
- 5º y 6º puesto:  Agustinos Valencia 6 -  C.D. Sniace Torrelavega 2
- 7º y 8º puesto:  Club Patín Cibeles 8 -  C.D. Oberena 3